# Ferreira Pinto
Adriano Ferreira Pinto, mais conhecido como Ferreira Pinto (Quinta do Sol, 10 de dezembro de 1979), é um futebolista brasileiro que atua como atacante. Atualmente, joga pelo Ponte San Pietro.

## Carreira
Após várias temporadas atuando no Atalanta, Ferreira Pinto assinou com o Varese também da Itália.

## Títulos
Atalanta
- Campeonato Italiano (Série B) - 2010–11